# Saint-Laurent-des-Combes (Charente)
Saint-Laurent-des-Combes è un comune francese di 96 abitanti situato nel dipartimento della Charente, nella regione della Nuova Aquitania.

## Società

### Evoluzione demografica
Abitanti censiti